# 奥德塞勒
奥德塞勒（法語：Ô-de-Selle，法語發音：[o də sɛl]）是法国索姆省的一个市镇，属于亚眠区。该市镇于2019年由原市镇勒伊、讷维尔莱勒伊和蒂卢瓦莱孔蒂合并而成，行政中心位于勒伊。

## 地理
奥德塞勒（49°46'36"N, 2°10'34"E）面积26.72 平方千米，位于法国上法蘭西大區索姆省，该省份为法国北部沿海省份，北起加来海峡省和北部省，西接滨海塞纳省和大西洋英吉利海峡，南至瓦兹省，东临埃纳省。
与奥德塞勒接壤的市镇（或旧市镇、城区）包括：福斯马南、南普蒂、圣索夫略、奥雷莫、埃塞尔托、博斯凯勒、孔蒂、楠普斯迈尼勒、普鲁泽勒。
奥德塞勒的时区为UTC+01:00、UTC+02:00（夏令时）。

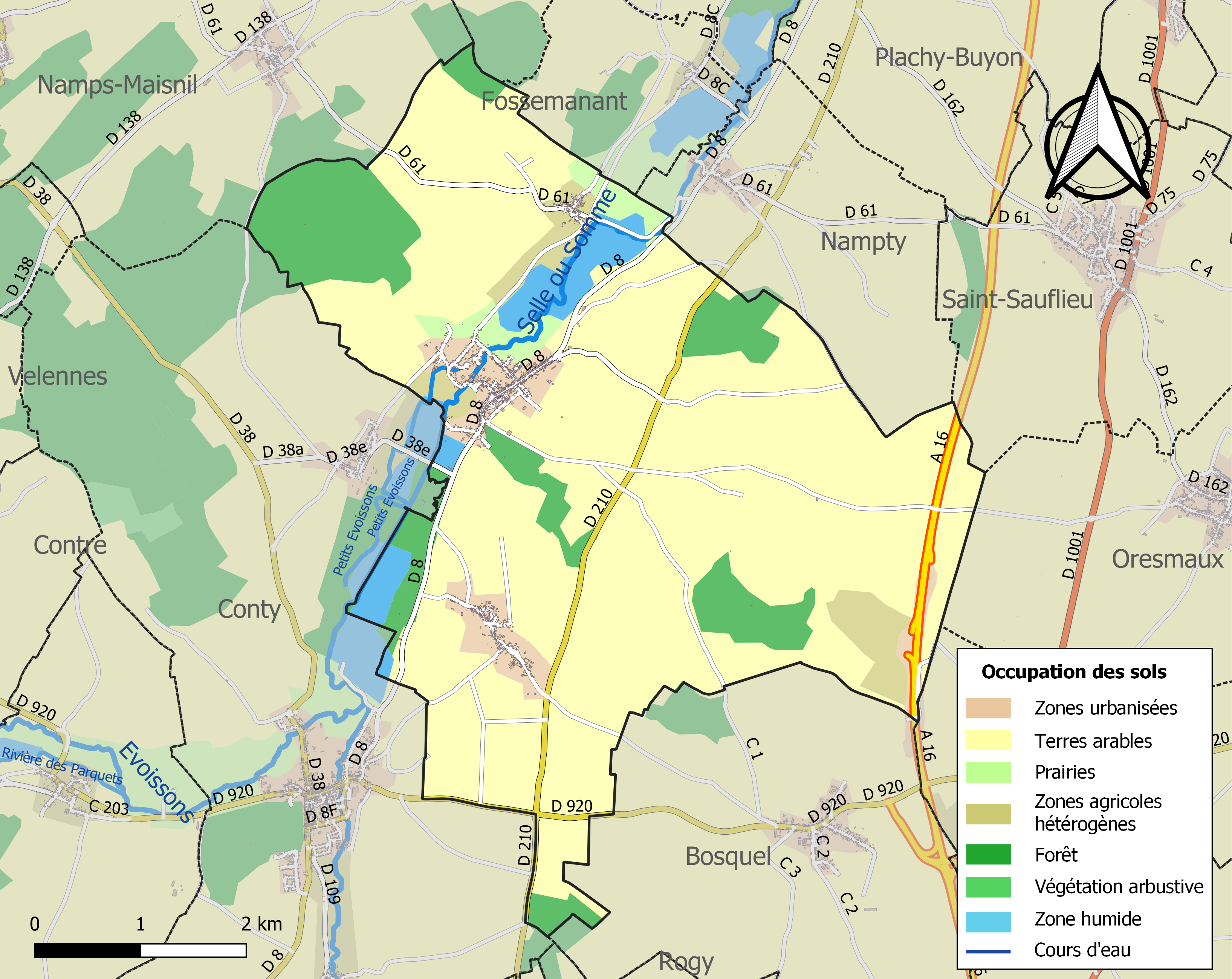
奥德塞勒的OSM定位图

## 行政
奥德塞勒的邮政编码为80160，INSEE市镇编码为80485。

## 政治
奥德塞勒所属的省级选区为努瓦河畔阿伊县。

## 人口
奥德塞勒于2022年1月1日时的人口数量为1153人。